# Tipón
Tipón é um sítio arqueológico de terraços agrícolas feitos durante o império Inca, que apresenta um sistema complexo de abastecimento e distribuição de água, o único deste período que ainda está em funcionamento. O sítio está localizado na comunidade peruana de Choquepata, no Departamento de Cusco.

## História
Entre os anos de 500 d.C e 1200 d.C, a região era ocupada pelos Wari. Após o ano 1200, os Incas dominaram a região.
Segundo a lenda local, Wiracocha mandou construir os terraços para servir de jardim.

## Características
O sítio possui 13 grandes terraços de forma escalonada. Esses terraços possuem paredes de contenção de pedras trabalhadas e foram preenchidas com solo fértil. À esquerda dos terraços, está localizado uma praça, que era reservada para cerimonias.
A água para irrigação dos terraços agrícolas é proveniente do Rio Pukara, de nascentes próximas e das chuvas. É captado por um aqueduto principal, que se ramifica em canais superficiais e subterrâneos. Foi construído uma fonte principal, para servir de armazenamento de água para os períodos de seca.
Na base de cada terraço, há um canal de drenagem, esculpido nas pedras, para captar o excesso de água proveniente das chuvas e infiltrações subterrâneas, que leva a água excedente para canais laterais, que descem em cascata e foram projetados para não haver muitos respingos. Todo o sistema hidráulico do sítio possui controle de vazão de água.

## Galeria de fotos

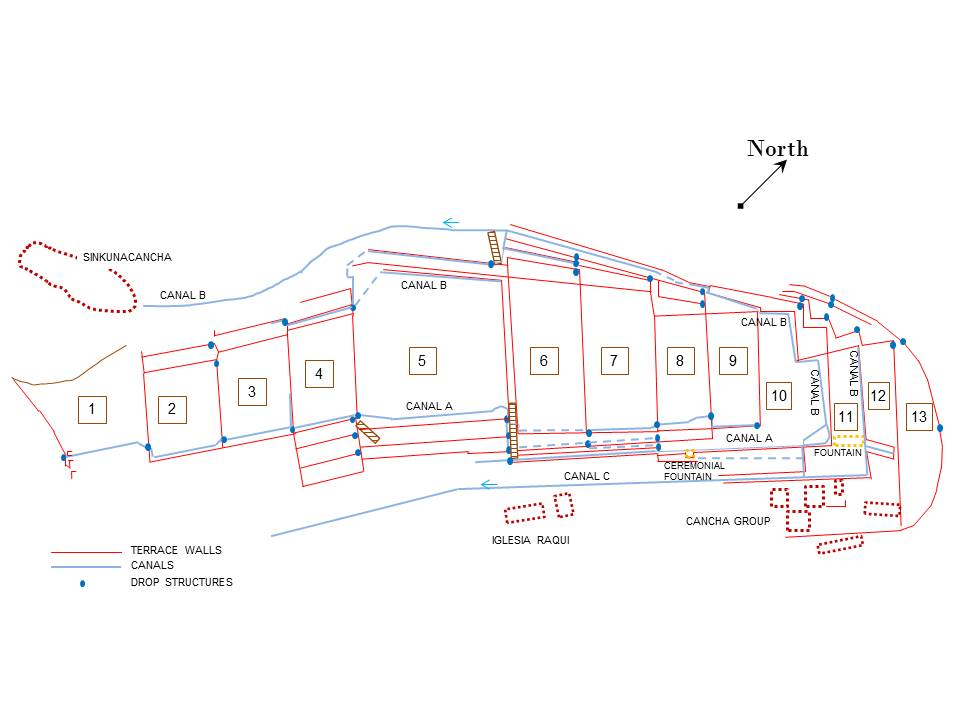
Esboço do layout do sítio.
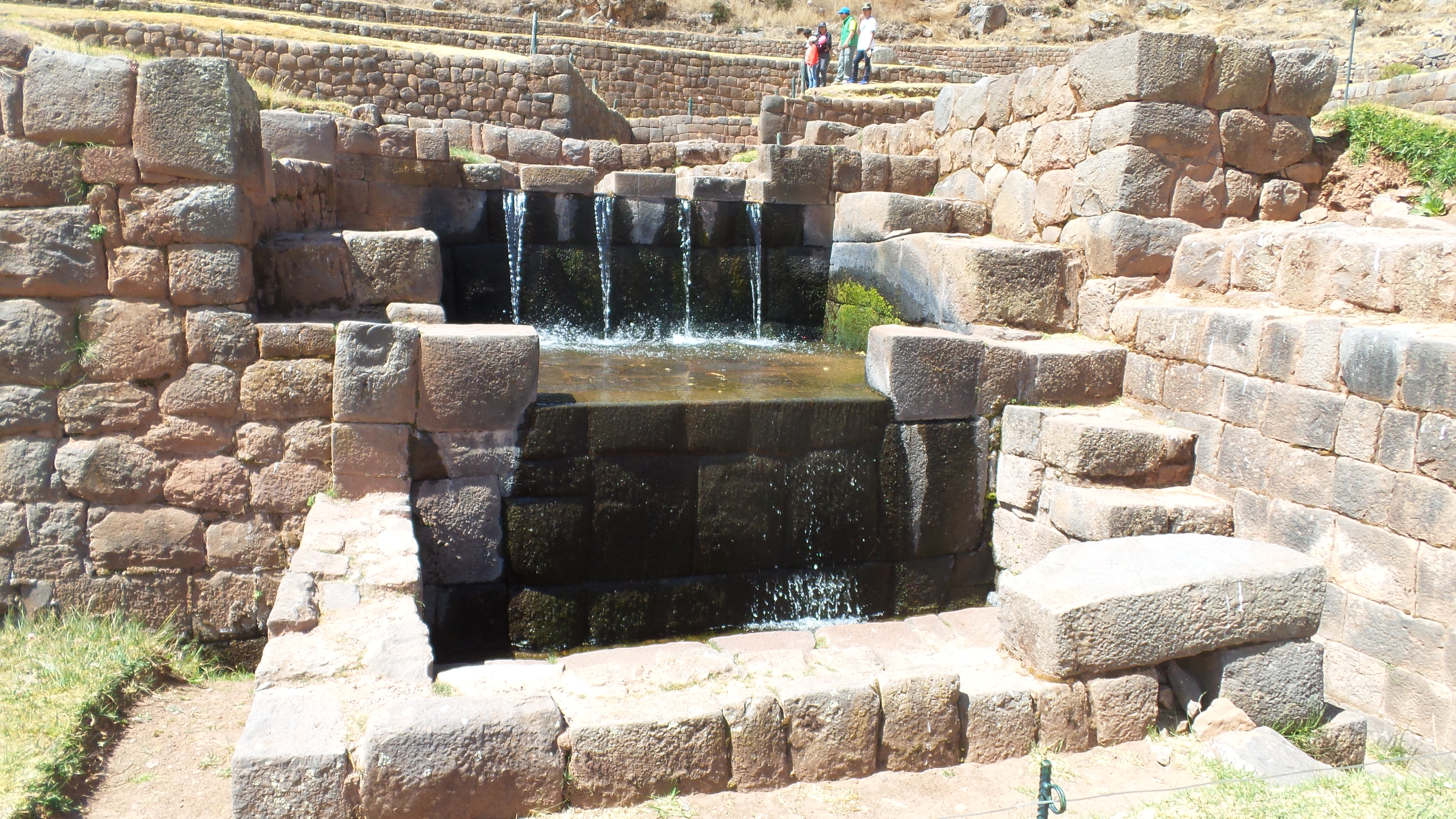
Fonte principal
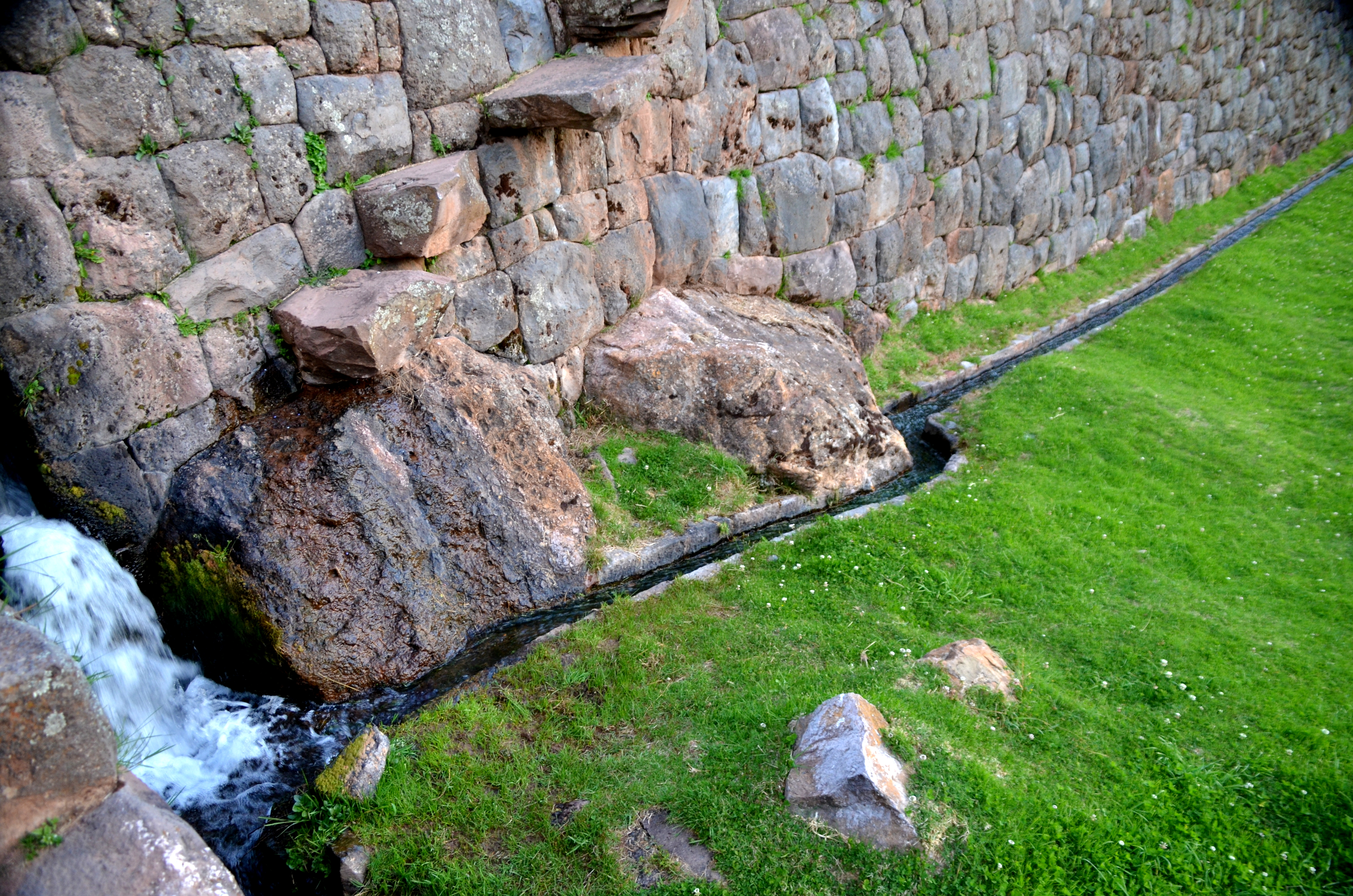
Canais de drenagem na base do terraço.
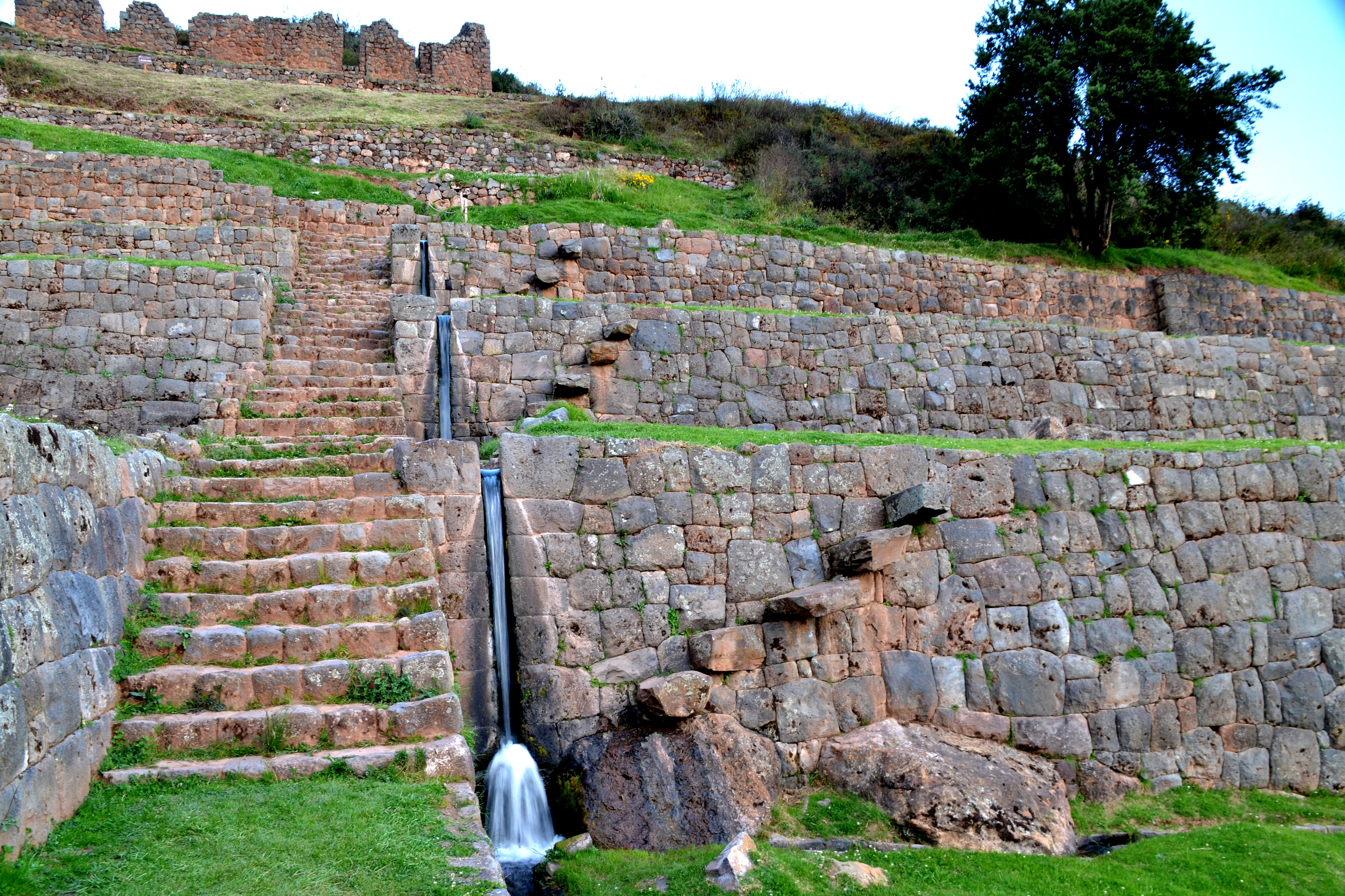
Canais de escoamento nas laterais dos terraços.
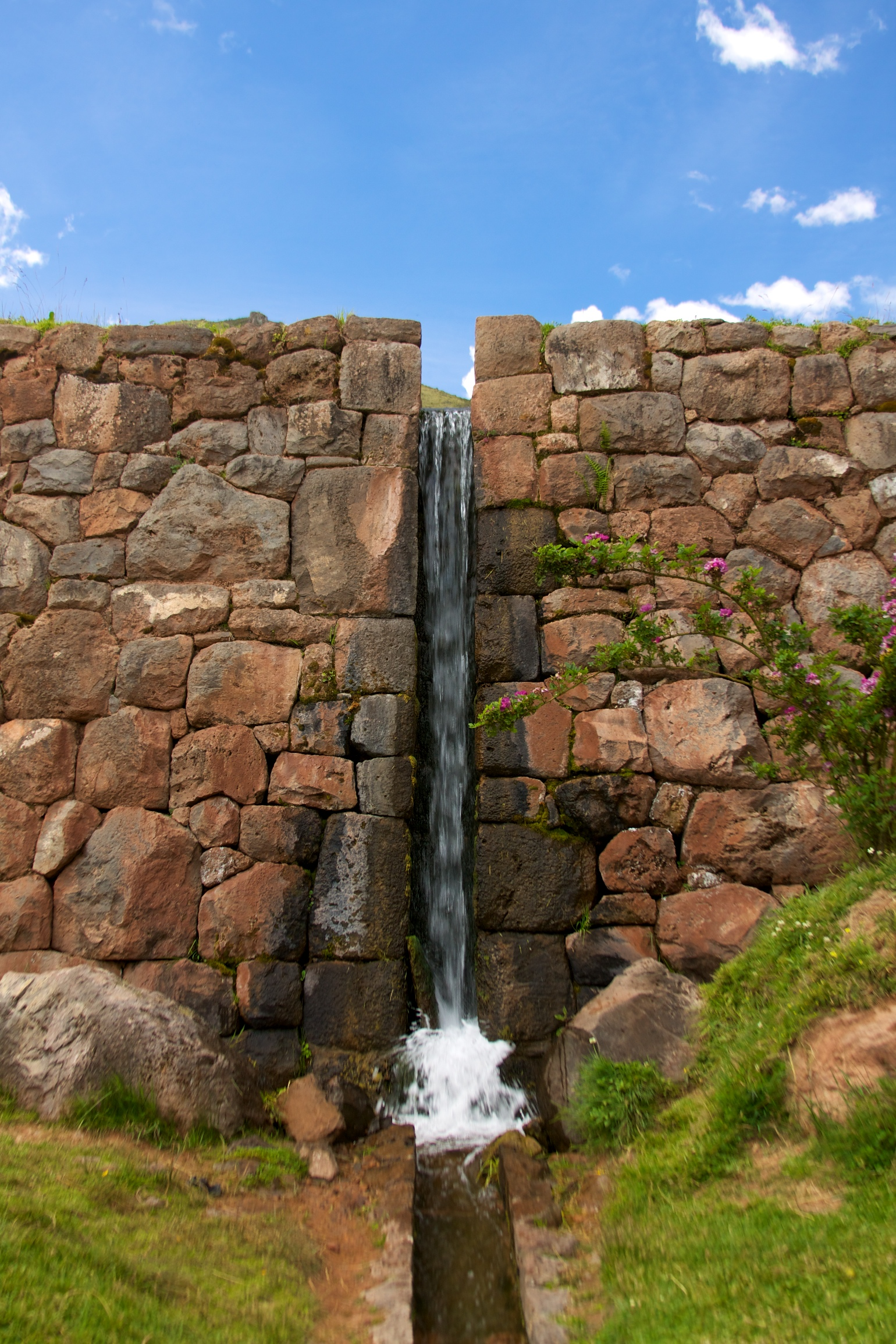
Canais esculpidos na pedra
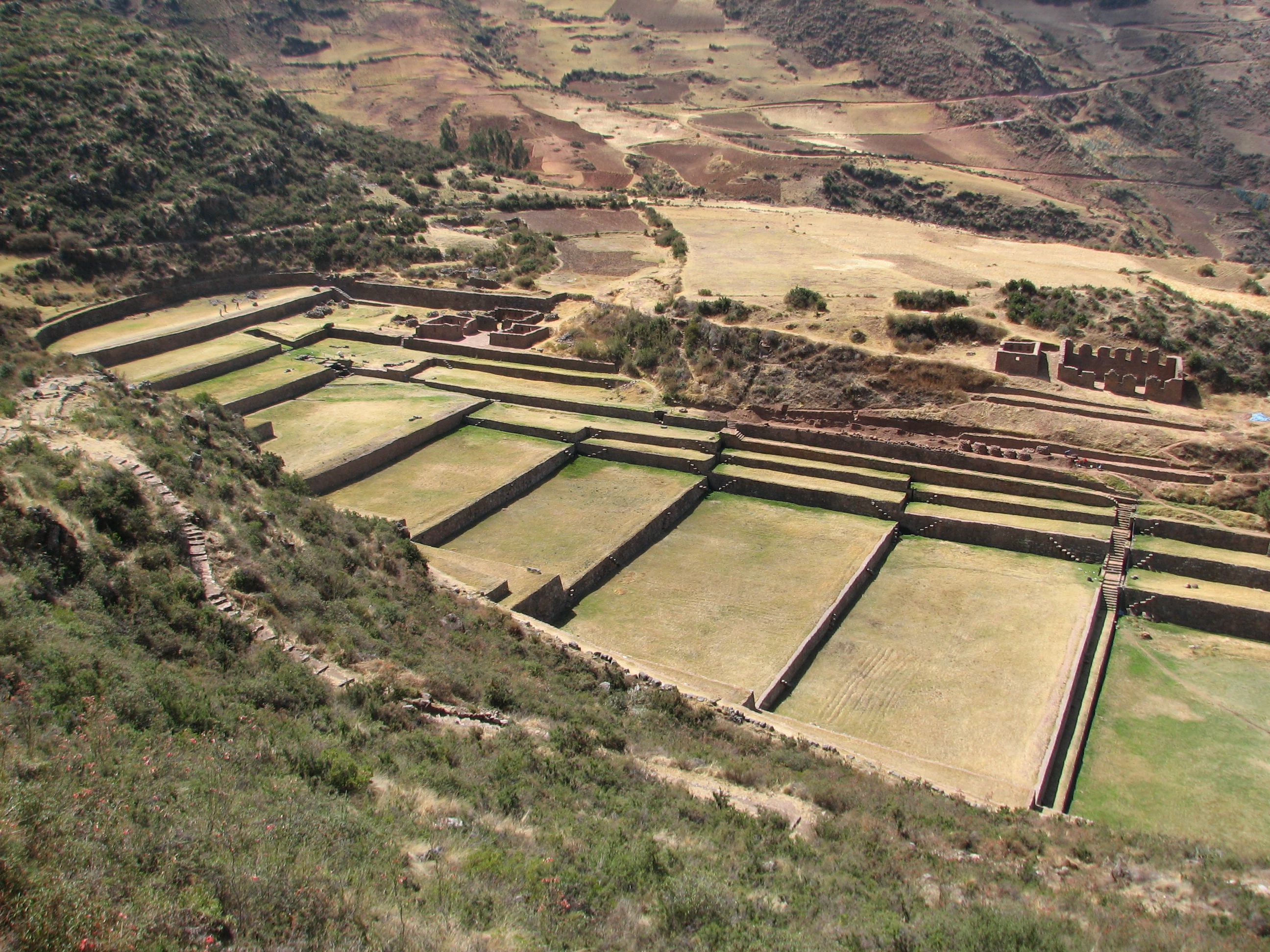
Terraços agrícolas